# Clubiona limpidella
Clubiona limpidella är en spindelart som beskrevs av Embrik Strand 1907. Clubiona limpidella ingår i släktet Clubiona och familjen säckspindlar. Inga underarter finns listade i Catalogue of Life.